# شعير رأس الرجاء
شعير رأس الرجاء (الاسم العلمي:Hordeum capense) هي نوع نباتي يتبع جنس الشعير من الفصيلة النجيلية.  